# シェオル
シェオル（שאול, Sheol）は、ヘブライ語の音訳であり、新改訳聖書では「黄泉」の原語である。新改訳聖書の欄外注に記されている。新約聖書のギリシア語は、「ハデス Ἅιδης」「ゲヘナ γεεννα」がこれに相当する原語である。新共同訳聖書「陰府（よみ）」と訳されている。新共同訳聖書では旧約聖書と新約聖書の訳語を統一して、「陰府」が旧約聖書で65回、新約聖書で10回使われている。
1. 旧約聖書時代は多くの場合、よみは死人のいる所であり、墓を意味した。（創世記37章35節、42章38節、サムエル記第一2章6節、列王記第一2章6節、ヨブ記14章13節）
2. 天と対照的な所、低い暗いところ。（民数記16章30節、33節、ヨブ記11章8節、詩篇139篇8節）
3. 悪人の住むところ。（詩篇9篇17節、箴言23章14節）
4. 新約聖書においては、『新改訳聖書』の定義によれば、「ハデス」は「死者が終末のさばきを待つ中間状態で置かれるところ」で、「ゲヘナ」は「神の究極のさばきにより、罪人が入れられる苦しみの場所」を指す。[2]
5. 『新共同訳聖書』の定義によれば、「死者が集められる場所で、地下にあると思われていた。」とされている。[1]
6. 『新世界訳聖書』では、英語1984年版(日本語1985年版)ではシェオルはハデス、ゲヘナとともにすべての個所で音訳されていたが、英語2013年改訂版(日本語2019年改訂版)ではシェオル、ハデスは「墓」と訳されている。[3]エホバの証人は、シェオルをハデスとを同列に置き、人類共通の墓もしくはその領域と定義される。シェオルとハデスおよびゲヘナにいる死者には意識はなく（伝道 9:5）、死者の希望は体の復活であると見なす。ゲヘナの場合、シェオルやハデスとは異なり復活の希望はない（啓示 20:14）[4]。